# Diebe (Roman)

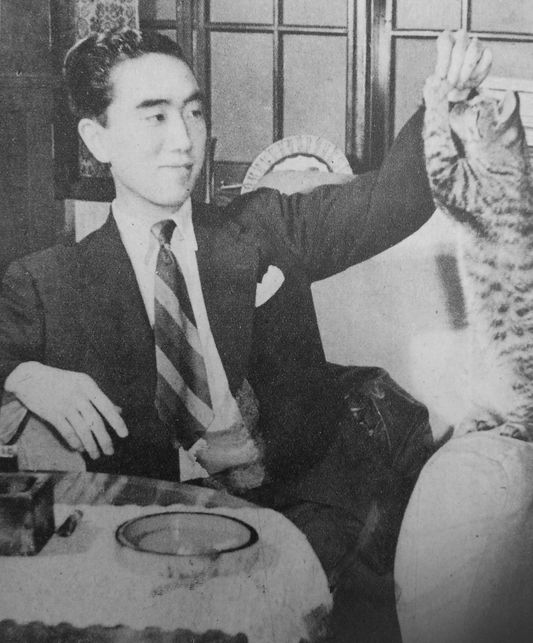
Yukio Mishima 1948, um die Veröffentlichung des Romans Diebe

Diebe (japanisch 盗賊, Tōzoku) ist der Debüt-Roman des japanischen Schriftstellers Yukio Mishima; er wurde am 20. November 1948 bei Shinkosha publiziert.
Die in sechs Kapitel gegliederte Geschichte erzählt von zwei Aristokraten, die infolge ihres Liebeskummers eine Faszination für Suizid entwickeln. Durch ihren gemeinsamen Wunsch lernen sie sich lieben und heiraten einander. In ihrer Hochzeitsnacht begehen sie romantischen Doppelsuizid. Mishima, zum Zeitpunkt der Entstehung noch Student der Rechtswissenschaften, ließ sich für die Erzählung maßgeblich durch das Buch Der Ball des Comte d’Orgel von Raymond Radiguet inspirieren.
Das Buch erreichte in der Metropolregion Tokio lokale Bekanntheit; es sollte aber bis zum Nachfolgeroman Bekenntnisse einer Maske (1949) dauern, dass Mishima über Nacht internationale Berühmtheit erlangte. Von Rezensenten und Mishima selbst wird Diebe mittlerweile als „jungfräuliches Werk“ bezeichnet, das nicht dieselbe psychologische Tiefe und Wirkung hat, für die der Autor später berühmt werden sollte.
Aufgrund seiner unbedeutenden Stellung in Mishimas Œuvre wurde Diebe bis heute nicht übersetzt. Auch im japanischen Raum werden nur gelegentlich vereinzelte Kopien nachgedruckt.

## Handlung

### Kapitel 1: Der Anfang der Geschichte
In den 1930er Jahren legt Akihide, Sohn der Vicomte-Familie Fujimura, seinen Abschluss in Literaturwissenschaften ab und geht in die Lehre. Eines Sommers macht er mit seiner Mutter Urlaub in der Shiga-Hochebene und lernt dort eine Freundin seiner Mutter, Frau Harada, mitsamt ihrer Tochter Meiko kennen. Meiko und Akihide gehen auf lange Spaziergänge miteinander und philosophieren über das Leben, sodass sich Akihide eines Tages Hals über Kopf in sie verliebt. Als ihre Mütter auf einem Tanzball sind und ihre Kinder allein lassen, haben Meiko und Akihide Sex.
Wenig später bemerkt Frau Fujimura die Liaison ihres Sohnes und denkt darüber nach, ihm eine Ehe zu arrangieren und besucht die Familie Harada, um die Idee zu besprechen. Die freigeistige Meiko, die zudem in einer Beziehung mit einem anderen Mann ist, hatte von Anfang an nicht die Absicht, Akihide zu heiraten. Genauso wenig weiß sie um die Gefühle Akihides. Die Familie Fujimura und die Familie Harada zerstreiten sich und obwohl Akihide nicht den Kontakt zu Meiko abbricht, wird er distanzierter.
Eines Tages wird Akihide plötzlich von Meiko eingeladen, wodurch seine Hoffnung auf eine Heirat wieder entflammt wird. Im Haus der Familie Harada befindet sich jedoch auch Miyake, ein zwei Jahre älterer Alumnus, der die Firma seiner Eltern übernommen hatte und nach Taiwan ausgewandert war. Die Einladung erfolgte auf seinen Wunsch, da er seinen alten Freund Akihide wiedersehen wollte. Zu allem Überfluss erfährt Akihide auch davon, dass Meiko und Miyake während seines kurzen Besuches miteinander geschlafen haben. Verletzt fährt er wieder ab.

### Kapitel 2: Die mysteriöse Wirkung des Todes

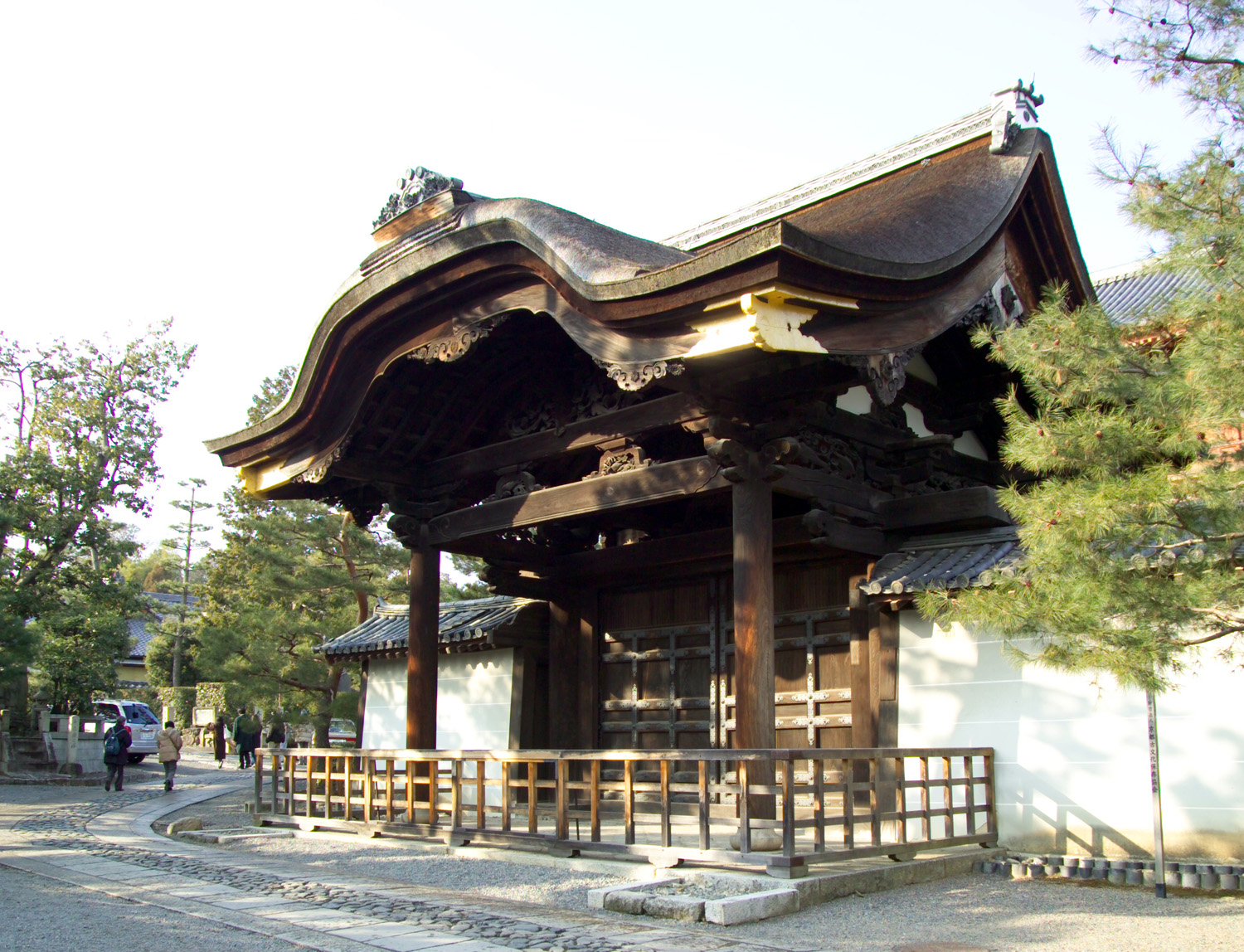
Das Tor des Daitoku-ji-Tempelkomplexes, auf dem Akihide seinem Großvater gedenkt.

Akihide reist zum Daitoku-ji-Tempelkomplex in Kyoto, um im Namen seines erkälteten Vaters die Gedenkfeier für seinen verstorbenen Großvater zu veranstalten. Auf dem Rückweg übernachtet er in einem Gasthaus in Sannomiya, Kōbe. Gegen 20 Uhr hört er draußen ein seltsames Geräusch. Er schaut hinaus und sieht auf der Straße mehrere Leichen, die von einer Kutsche überfahren wurden, liegen. In dieser Nacht schafft es Akihide nicht, zu schlafen. Stattdessen spürt er die eindrückliche Präsenz des Todes stärker als je zuvor. Am nächsten Morgen spaziert Akihide am Hafen von Kōbe und beschließt, zu sterben.

### Kapitel 3: Begegnung
Zurück in Tokio tritt Akihide dem Literatenkreis des Herzogs Matsuhita bei. Der Baron Yamauchi, ein alter Bekannter der Fujimura-Familie, bekommt von Akihides Mitgliedschaft mit und plant seine Beziehung zu den Fujimuras zu verbessern. Während einer Zeremonie im Tempel besucht er den Literatenkreis und nimmt seine Tochter Kiyoko mit. Akihide kommt mit Kiyoko ins Gespräch und fühlt sich ihr auf seltsame Art verbunden, obwohl sie sehr schweigsam ist.
Einige Zeit später erfährt Akihide, dass auch Kiyoko mit Selbstmordgedanken zu kämpfen hat und genauso wie er dieses Treffen als ihren Abschied wahrnehmen wollten. Ihre Geschichte ist eine sehr ähnliche: ein junger, hübscher Mann namens Saeki brach ihr das Herz und erweckte in ihr den Todeswunsch. Akihide hält das Zusammentreffen mit Kiyoko für Schicksal. Die beiden beschließen, gemeinsam Suizid zu begehen.

### Kapitel 4: Planung 1/2
In den Folgetagen sprechen Kiyoko und Akihide immer häufiger über ihre alten Geschichten und ihren gemeinsamen Wunsch nach dem Tod. Akihide wird im Sommer von der Familie Yamauchi in ihre Villa nach Karuizawa eingeladen. Bei einer Fahrradtour zur Kouzu-Farm und einem Picknick, kommen sie sich immer näher und küssen sich. Glücklich merken sie, dass sie sich ineinander verliebt haben.

### Kapitel 5: Planung 2/2
Das frische Liebespaar erzählt ihren Eltern von ihrer jungen Liebe. Da der Baron Yamauchi und Frau Fujimura selbst eine Affäre haben, zögern sie zunächst mit einer Heirat, doch durch die Initiative Niikuras, eines Freundes Akihides, bemerkt Frau Fujimura die Hingabe ihres Sohnes und stimmt der Ehe zu.

### Kapitel 6: Ausführung
Kiyoko und Akihide verbringen ihre Hochzeitsnacht an einem kühlen Novembertag gemeinsam in einem Ryokan und lieben sich innig. Nachdem sie miteinander geschlafen und sich gegenseitig erzählt haben, wie sehr sie sich lieben, holt Akihide sein schwarz-mattes Messer aus seiner Tasche, das ihm zur Hochzeit von seiner Mutter geschenkt wurde. Die beiden lieben sich ein letztes Mal, ehe zuerst Akihide und im Anschluss Kiyoko sich den Kehlkopf aufschneiden und sich in den Armen liegend ausbluten.
Die Angehörigen der beiden Verstorbenen sehen keinen Grund für den plötzlichen Tod, außer dass das Paar „zu glücklich miteinander war.“ Auf der Beerdigung treffen auch Meiko und Saeki aufeinander. In dem Moment, als sie sich sehen, bemerken sie ein „schreckliches, bekanntes Durcheinander“ in den Augen des anderen und treten erschrocken zurück. Sie fühlen, dass Akihide und Kiyoko eines „ewigen, schönen Todes“ gestorben sind und ihnen – „wie Diebe“ – die Möglichkeit gestohlen haben, dasselbe Gefühl erleben zu können.

## Hintergrund

### Inspirationen und Themen

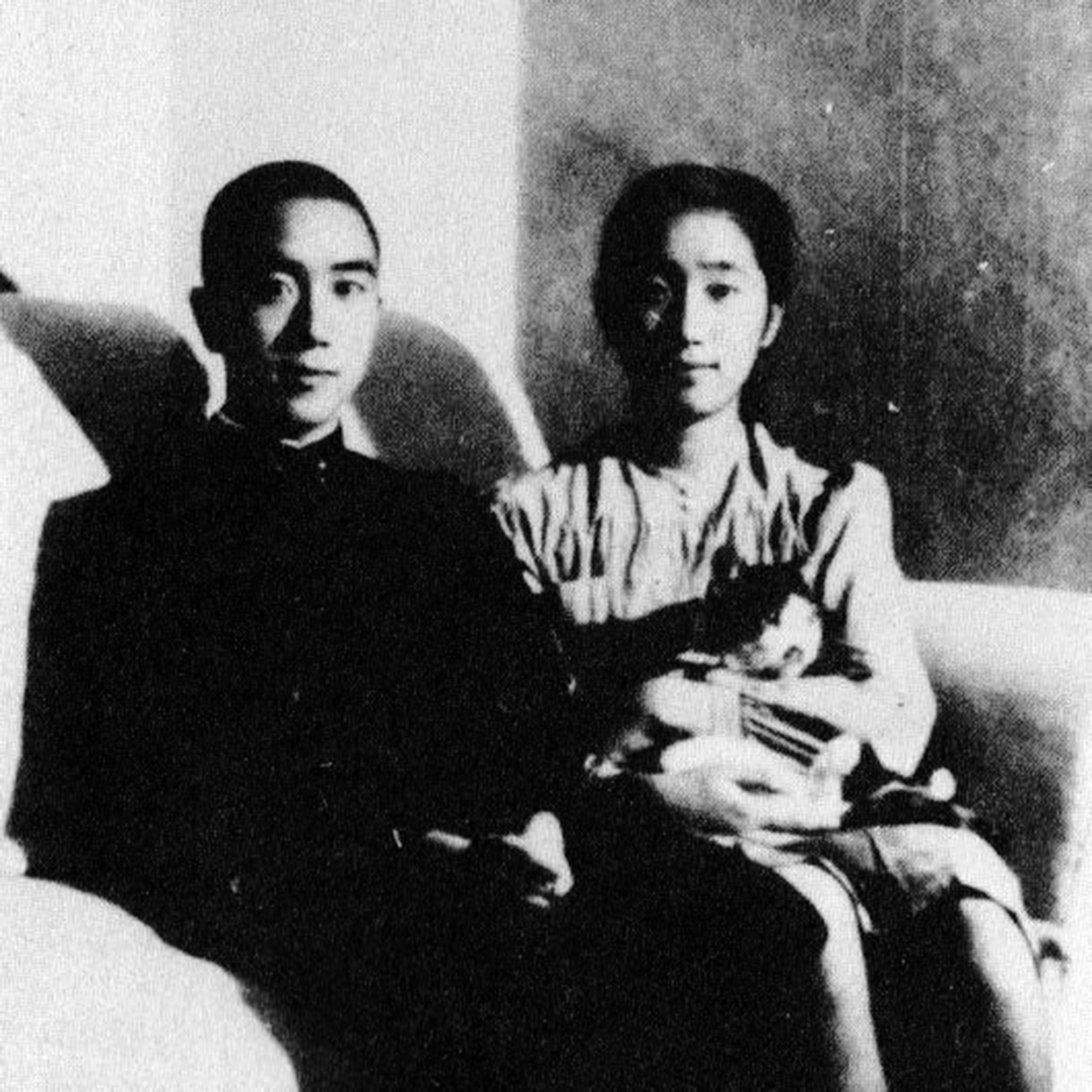
Mishima mit seiner Schwester Mitsuko, 1944, in etwa ein Jahr vor ihrem Tod.

Mishima verarbeitete mit Diebe seinen Trennungsschmerz von Kuniko Mitani, seiner Jugendliebe. Mit dieser plante er eine Ehe, musste jedoch feststellen, dass sie mit einem anderen Mann verlobt war. Sie wurde auch die Inspiration für Sonoko in Mishimas Folgeroman Bekenntnisse einer Maske. In einem Brief, den er an einen Bekannten schickte, schrieb er:

„Hätte ich nicht über sie (Mitani) geschrieben, dann wäre ich nicht mehr am Leben.“

Ein weiteres Trauma, das Mishima in Diebe verarbeitete, war der Tod seiner jüngeren Schwester Mitsuko, die an Typhus verstarb, nachdem sie kurz zuvor ungereinigtes Leitungswasser trank. Mishima tröstet sich vor allem durch seine romantisierte Darstellung des Todes, indem sie – wie in der Geschichte Akihide und Kiyoko – nun eines „ewigen, schönen Todes“ gestorben ist.
Des Weiteren verfolgte Mishima das Ziel, „die psychologischen Folgen des Krieges in einer friedlichen Zeit anhand der Liebe“ darzustellen.
Im Roman kommen an mehreren Stellen geistig Verwirrte vor, die wahllos Situationen mit Literaturzitaten kommentieren, dabei aber kaum in der Lage sind einen zielgerichteten Gedanken zu fassen. Vor allem der Roman Der Ball des Comte d’Orgel von Raymond Radiguet wird häufig zitiert. Mishima nutzte die Personen, um seinen eigenen verwirrten Geisteszustand nach einigen traumatisierenden Ereignissen von 1945 aufzufangen, in denen er sich nach eigenen Aussagen vor allem in sein Studium und in die Literatur flüchtete. Die traumatisierenden Ereignisse umfassen unter anderem die Trennung von Mitani, den Tod seiner Schwester und den politischen Suizid seines Mentors Zenmei Hasuda.

### Schreibprozess
Diebe wurde von Mishima von 1946 bis 1948 in Etappen geschrieben. Den Grund für die lange Entstehungsphase bilden vor allem sein Jurastudium, das er im November 1947 mit Bestnoten absolvierte, und seine kurzzeitige Arbeit als Jurist beim Finanzministerium.
Prägender Einfluss während des Schaffensprozesses war sein Mentor Yasunari Kawabata, dem Mishima seine Manuskripte für Kritik vorlegte. Sein Ziel sei es gewesen, „Ein Meisterwerk zu schreiben, durch das ich eine andere Betrachtungsweise auf Radiguets Meisterwerk präsentiere.“ Später bezeichnete Mishima seinen Wunsch als „naiv“ und „gescheitert“:

„Meine methodische Vorangehensweise an Tōzoku war es, Radiguets Der Ball des Comte d’Orgel nachzuahmen. Aber ganz ehrlich, alle literarischen Einflüsse, die ich aus dem Roman entnommen habe, sind im fertigen Werk unübersichtlich und unklar eingearbeitet worden. Keinem Leser wäre mein Ziel klar, wenn ich es nicht erklärt hätte. Mein erster Roman ist auf jeden Fall eine Abenteuerreise, aber ohne jedwedes Geschick.“

### Chronologie der Veröffentlichung
Von 1947 bis 1948 wurde jedes Kapitel – mit Ausnahme von Kapitel 6 – mit Unterbrechungen in separaten Zeitschriften veröffentlicht:
- In der Dezemberausgabe 1947 des Dojinshi-Magazin erschien die Geschichte Suizidgedanken. Diese wurde später überarbeitet und zu Kapitel 2: Die mysteriöse Wirkung des Todes.
- In der Februarausgabe 1948 des AM-Magazins erschien Das Ende der Liebe, woraus später in überarbeiteter Fassung Kapitel 1: Der Anfang der Geschichte wurde.
- Die Geschichte Meeting folgte in der Märzausgabe 1948 des Shinshio-Magazins und wurde später zu Kapitel 3: Begegnung.
- In der Märzausgabe 1948 der Zeitschrift Neue Literatur-Kanto erschien mit Kaju eine Geschichte, die später in Kapitel 5: Planung 2/2 umgearbeitet wurde.
- Das Kapitel 4: Planung 1/2 war ursprünglich die Geschichte Ästhetischer Konsum in der Oktoberausgabe der Zeitschrift Literaturkonferenz Tokio.

Das Kapitel 6: Ausführung wurde für den Roman neu geschrieben und ist in keiner Zeitschrift veröffentlicht worden. Es ist auch anzumerken, dass die einzelnen Geschichten in den Zeitschriften wesentlich kürzere und nicht aufeinander angepasste Versionen der letztlichen Romanfassung waren. Unter anderem folgten sie jedes Mal neuen Protagonisten. Auch inhaltlich hat Mishima für den Roman umfängliche Änderungen vorgenommen, zum einen da ihn alte Entscheidungen nicht mehr gefielen, zum anderen um den Roman „frisch zu halten.“
Die Vollbuchveröffentlichung von Diebe erschien am 20. November 1948 bei Shinkosha. Die Taschenbuchausgabe folgte am 30. April 1954 bei Shincho als limitierte Edition in einem Paket mit Mishimas neuem, heißerwarteten Roman Der Klang der Wellen.

## Rezeption

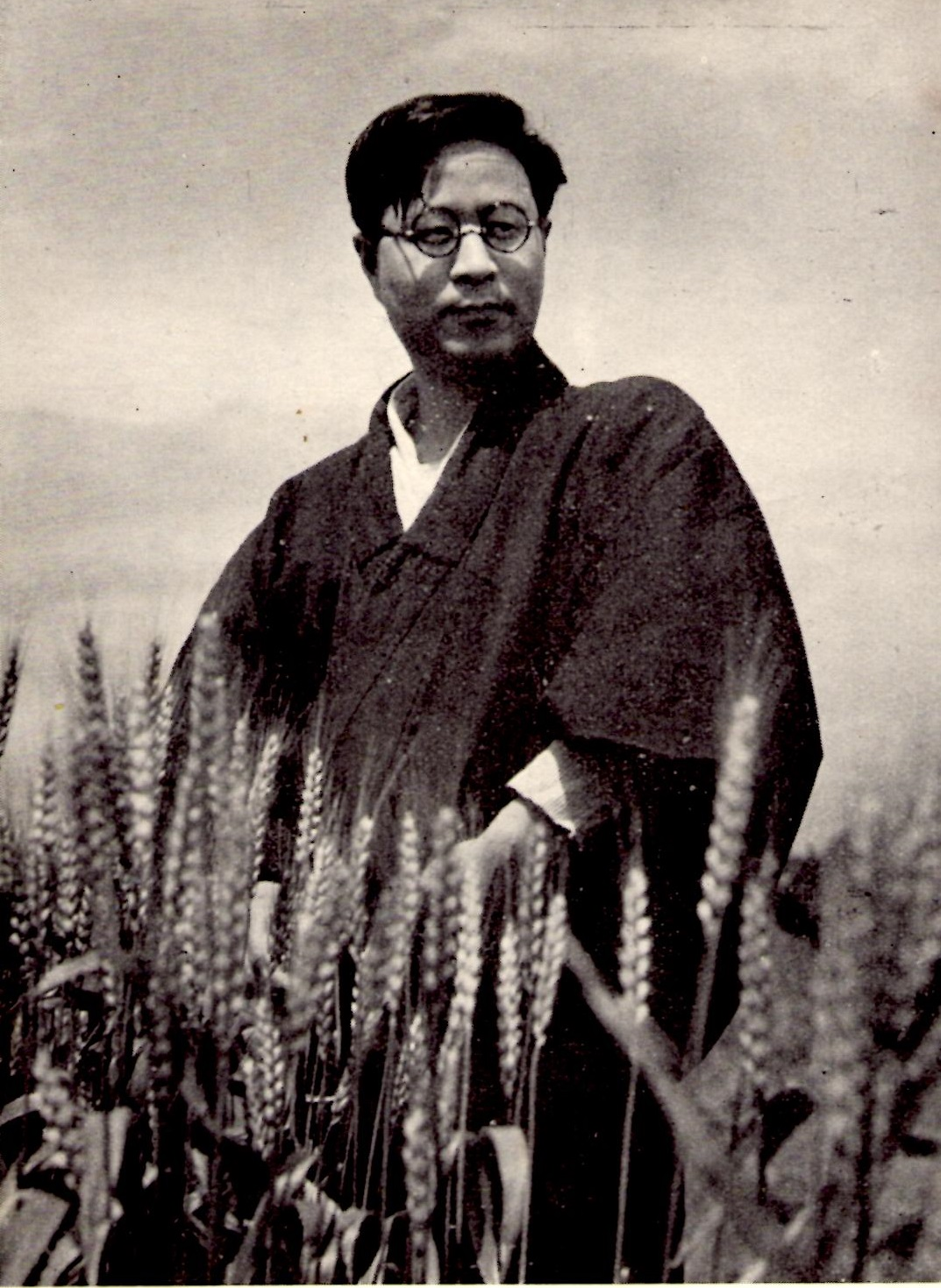
Takeda Taijun, Literat und Kritiker.

Diebe konnte sich zwar moderat im Großraum Tokio verkaufen, die Resonanz war aber dennoch rar. Bis zu Mishimas internationaler Bekanntheit sollte es noch einen Roman, das heißt Bekenntnisse einer Maske, dauern. Damalige Rezensionen seien wohl wohlwollend bis gemischt ausgefallen.
Nachdem Mishima ein Name wurde, häuften sich auch die Kritiken zu seinem ersten Roman, die ebenfalls wohlwollend bis gemischt ausfallen. Zunehmend bildet sich jedoch die Tendenz Diebe weniger als eigenständiges Werk, als die Einleitung in Mishimas tatsächliches Schaffen zu verstehen.
Takeda Taijun schrieb, dass es sich bei Diebe um ein „überraschendes Buch“ handle, das „wenig mit Kindlichkeit zu tun hat“. Aus literarischer Sicht sei es in Ordnung, aus biografischer Hinsicht jedoch „interessant“, da „der Verfasser zahlreiche Hinweise zur Analyse seines Geistes“ dalässt. Natürlich sei der Roman „noch wackelig“, aber er respektiere ihn „als Fundamt für Herr Mishimas späteres Schaffen“.
Kōichi Isoda hält „das Gefühl des Verlustes eines Seelenverwandten und das Gefühl von Perspektivlosigkeit in der Jugend“, die Mishima selbst in der Nachkriegszeit verspürte, für „mutig, vor allem in seinem jungen Alter“. Diebe sei, laut Isoda, eine „Rache gegen den progressiven Gedanken der Nachkriegszeit, der auf reinen Humanismus setzte und versuchte, den Egoismus auszurotten“.